# Europamästerskapen i friidrott 2016
Europamästerskapen i friidrott 2016 avgjordes i Amsterdam i Nederländerna mellan den 6 och 10 juli 2016. Att Amsterdam skulle stå som värd för mästerskapen meddelades den 4 november 2011, sedan staden vunnit omröstningen över Istanbul i Turkiet och Zagreb i Kroatien.
Eftersom Olympiska sommarspelen skulle avgöras senare samma år arrangerades inga tävlingar i gång.  Tävlingen i maraton hade också ersatts av halvmaraton. Inga ryska friidrottare deltog i mästerskapen då IAAF utfärdade en avstängning mot ryska friidrottare i november 2015 till följd av en rad dopingskandaler.

## Grenar

### Herrar

#### Gång- och löpgrenar
| Gren               | Guld                                                                         | Guld         | Silver                                                                    | Silver       | Brons                                                                             | Brons         |
| 100 meter          | Churandy Martina (NED)                                                       | 10,07 0SB0   | Jak Ali Harvey (TUR)                                                      | 10,07        | Jimmy Vicaut (FRA)                                                                | 10,08         |
| 200 meter          | Bruno Hortelano (ESP)                                                        | 20,45        | Ramil Guliyev (TUR)                                                       | 20,51        | Daniel Talbot (GBR)                                                               | 20,56         |
| 400 meter          | Martyn Rooney (GBR)                                                          | 45,29        | Pavel Maslák (CZE)                                                        | 45,36        | Liemarvin Bonevacia (NED)                                                         | 45,41 0SB0    |
| 800 meter          | Adam Kszczot (POL)                                                           | 1.45,18      | Marcin Lewandowski (POL)                                                  | 1.45,54      | Elliot Giles (GBR)                                                                | 1.45,54 0PB0  |
| 1 500 meter        | Filip Ingebrigtsen (NOR)                                                     | 3.46,65      | David Bustos (ESP)                                                        | 3.46,90      | Henrik Ingebrigtsen (NOR)                                                         | 3.47,18       |
| 5 000 meter        | Ilias Fifa (ESP)                                                             | 13.40,85     | Adel Mechaal (ESP)                                                        | 13.40,85     | Richard Ringer (GER)                                                              | 13.40,85 0SB0 |
| 10 000 meter       | Polat Kemboi Arıkan (TUR)                                                    | 28.18,52     | Ali Kaya (TUR)                                                            | 28.21,42     | Antonio Abadía (ESP)                                                              | 28.26,07      |
| Halvmaraton        | Tadesse Abraham (SUI)                                                        | 1:02.03      | Kaan Kigen Özbilen (TUR)                                                  | 1:02.27      | Daniele Meucci (ITA)                                                              | 1:02.38 0SB0  |
| Halvmaraton lag    | Schweiz (SUI)                                                                | 3:12.04      | Spanien (ESP)                                                             | 3:12.06      | Italien (ITA)                                                                     | 3:12.41       |
| 110 meter häck     | Dimitri Bascou (FRA)                                                         | 13,25        | Balázs Baji (HUN)                                                         | 13,28 0NR0   | Wilhem Belocian (FRA)                                                             | 13,33         |
| 400 meter häck     | Yasmani Copello (TUR)                                                        | 48,98        | Sérgio Fernández (ESP)                                                    | 49,06        | Kariem Hussein (SUI)                                                              | 49,10         |
| 3 000 meter hinder | Mahiedine Mekhissi-Benabbad (FRA)                                            | 8.25,63      | Aras Kaya (TUR)                                                           | 8.29,91 0PB0 | Yoann Kowal (FRA)                                                                 | 8.30,79       |
| 4 × 100 meter      | Storbritannien (GBR) James Dasaolu Adam Gemili James Ellington Chijindu Ujah | 38,17        | Frankrike (FRA) Marvin René Stuart Dutamby Mickael-Meba Zeze Jimmy Vicaut | 38,38 0SB0   | Tyskland (GER) Julian Reus Sven Knipphals Roy Schmidt Lucas Jakubczyk             | 38,47         |
| 4 × 400 meter      | Belgien (BEL) Julien Watrin Jonathan Borlée Dylan Borlée Kévin Borlée        | 3.01,10 0EL0 | Polen (POL) Rafał Omelko Kacper Kozłowski Łukasz Krawczuk Jakub Krzewina  | 3.01,18 0SB0 | Storbritannien (GBR) Rabah Yousif Delano Williams Jack Green Matthew Hudson-Smith | 3.01,44 0SB0  |

#### Teknikgrenar
| Gren       | Guld                          | Guld       | Silver                 | Silver     | Brons                                | Brons          |
| Hoppgrenar |                               |            |                        |            |                                      |                |
| Höjdhopp   | Gianmarco Tamberi (ITA)       | 2,32       | Robbie Grabarz (GBR)   | 2,29       | Chris Baker (GBR) · Eike Onnen (GER) | 2,29 0PB0 2,29 |
| Stavhopp   | Robert Sobera (POL)           | 5,60       | Jan Kudlička (CZE)     | 5,60       | Robert Renner (SVN)                  | 5,50           |
| Längdhopp  | Greg Rutherford (GBR)         | 8,25       | Michel Tornéus (SWE)   | 8,21 0SB0  | Ignisious Gaisah (NED)               | 7,93           |
| Tresteg    | Max Hess (GER)                | 17,20 0EL0 | Karol Hoffmann (POL)   | 17,16 0PB0 | Julian Reid (GBR)                    | 16,76 0SB0     |
| Kastgrenar |                               |            |                        |            |                                      |                |
| Kula       | David Storl (GER)             | 21,31 0EL0 | Michał Haratyk (POL)   | 21,19      | Tsanko Arnaudov (POR)                | 20,59 0SB0     |
| Diskus     | Piotr Małachowski (POL)       | 67,06      | Philip Milanov (BEL)   | 65,71      | Gerd Kanter (EST)                    | 65,27 0SB0     |
| Spjut      | Zigismunds Sirmais (LVA)      | 86,66 0PB0 | Vítězslav Veselý (CZE) | 83,59      | Antti Ruuskanen (FIN)                | 82,44          |
| Slägga     | Paweł Fajdek (POL)            | 80,93      | Ivan Tichon (BLR)      | 78,84      | Wojciech Nowicki (POL)               | 77,53          |
| Mångkamp   |                               |            |                        |            |                                      |                |
| Tiokamp    | Thomas Van der Plaetsen (BEL) | 8 218      | Adam Helcelet (CZE)    | 8 157 0SB0 | Mihail Dudaš (SRB)                   | 8 153          |

### Damer

#### Gång- och löpgrenar
| Gren               | Guld                                                                             | Guld          | Silver                                                                         | Silver        | Brons                                                                                    | Brons         |
| 100 meter          | Dafne Schippers (NED)                                                            | 10,90         | Ivet Lalova-Collio (BUL)                                                       | 11,20         | Mujinga Kambundji (SUI)                                                                  | 11,25         |
| 200 meter          | Dina Asher-Smith (GBR)                                                           | 22,37 0SB0    | Ivet Lalova-Collio (BUL)                                                       | 22,52 0SB0    | Gina Lückenkemper (GER)                                                                  | 22,74         |
| 400 meter          | Libania Grenot (ITA)                                                             | 50,73         | Floria Gueï (FRA)                                                              | 51,21         | Anyika Onuora (GBR)                                                                      | 51,47 0SB0    |
| 800 meter          | Natalija Prysjtjepa (UKR)                                                        | 1.59,70       | Rénelle Lamote (FRA)                                                           | 2.00,19       | Lovisa Lindh (SWE)                                                                       | 2.00,37 0PB0  |
| 1 500 meter        | Angelika Cichocka (POL)                                                          | 4.33,00       | Sifan Hassan (NED)                                                             | 4.33,76       | Ciara Mageean (IRL)                                                                      | 4.33,78       |
| 5 000 meter        | Yasemin Can (TUR)                                                                | 15.18,15      | Meraf Bahta (SWE)                                                              | 15.20,54      | Stephanie Twell (GBR)                                                                    | 15.20,70      |
| 10 000 meter       | Yasemin Can (TUR)                                                                | 31.12,86 0EL0 | Dulce Félix (POR)                                                              | 31.19,03 0PB0 | Karoline Bjerkeli Grøvdal (NOR)                                                          | 31.23,45 0PB0 |
| Halvmaraton        | Sara Moreira (POR)                                                               | 1:10.19       | Veronica Inglese (ITA)                                                         | 1:10.35 0PB0  | Jéssica Augusto (POR)                                                                    | 1:10.55 0PB0  |
| Halvmaraton lag    | Portugal (POR)                                                                   | 3:33.53       | Italien (ITA)                                                                  | 3:36.38       | Turkiet (TUR)                                                                            | 3:39.59       |
| 100 meter häck     | Cindy Roleder (GER)                                                              | 12,62 0EL0    | Alina Talaj (BLR)                                                              | 12,68         | Tiffany Porter (GBR)                                                                     | 12,76         |
| 400 meter häck     | Sara Slott Petersen (DEN)                                                        | 55,12 0SB0    | Joanna Linkiewicz (POL)                                                        | 55,33         | Lea Sprunger (SUI)                                                                       | 55,41         |
| 3 000 meter hinder | Gesa-Felicitas Krause (GER)                                                      | 9.18,85 0EL0  | Luiza Gega (ALB)                                                               | 9.28,52 0NR0  | Özlem Kaya (TUR)                                                                         | 9.35,05 0SB0  |
| 4 × 100 meter      | Nederländerna (NED) Jamile Samuel Dafne Schippers Tessa van Schagen Naomi Sedney | 42,04 0NR0    | Storbritannien (GBR) Asha Philip Dina Asher-Smith Bianca Williams Daryll Neita | 42,45 0SB0    | Tyskland (GER) Tatjana Pinto Lisa Mayer Gina Luckenkemper Rebekka Haase                  | 42,48         |
| 4 × 400 meter      | Storbritannien (GBR) Emily Diamond Anyika Onuora Ellidh Doyle Seren Bundy-Davies | 3.25,05 0VB0  | Frankrike (FRA) Phara Anacharsis Brigitte Ntiamoah Marie Gayot Floria Guei     | 3.25,96 0SB0  | Italien (ITA) Maria Benedicta Chigbolu Maria Enrica Spacca Chiara Bazzoni Libania Grenot | 3.27,49 0SB0  |

#### Teknikgrenar
| Gren       | Guld                       | Guld       | Silver                                       | Silver         | Brons                        | Brons      |
| Hoppgrenar |                            |            |                                              |                |                              |            |
| Höjdhopp   | Ruth Beitia (ESP)          | 1,98 0SB0  | Mirela Demireva (BUL) · Airinė Palšytė (LTU) | 1,96 1,96 0SB0 | —                            | —          |
| Stavhopp   | Ekaterini Stefanidi (GRE)  | 4,81 0MR0  | Lisa Ryzih (GER)                             | 4,70 0SB0      | Angelica Bengtsson (SWE)     | 4,65 0SB0  |
| Längdhopp  | Ivana Španović (SRB)       | 6,94       | Jazmin Sawyers (GBR)                         | 6,86           | Malaika Mihambo (GER)        | 6,65       |
| Tresteg    | Patricia Mamona (POR)      | 14,58 0NR0 | Hanna Minenko (ISR)                          | 14,51          | Paraskevi Papachristou (GRE) | 14,47      |
| Kastgrenar |                            |            |                                              |                |                              |            |
| Kula       | Christina Schwanitz (GER)  | 20,17 0EL0 | Anita Márton (HUN)                           | 18,72          | Emel Dereli (TUR)            | 18,22      |
| Diskus     | Sandra Perković (CRO)      | 69,97      | Julia Fischer (GER)                          | 65,77          | Shanice Craft (GER)          | 63,89      |
| Spjut      | Tatsiana Chaladovitj (BLR) | 66,34 0NR0 | Linda Stahl (GER)                            | 65,25 0SB0     | Sara Kolak (CRO)             | 63,50 0NR0 |
| Slägga     | Anita Włodarczyk (POL)     | 78,14      | Betty Heidler (GER)                          | 75,77 0SB0     | Hanna Skydan (AZE)           | 73,83      |
| Mångkamp   |                            |            |                                              |                |                              |            |
| Sjukamp    | Anouk Vetter (NED)         | 6 626 0NR0 | Antoinette Nana Djimou (FRA)                 | 6 548 0SB0     | Ivona Dadic (AUT)            | 6 408 0NR0 |

## Medaljfördelning
Totalt 139 medaljer delades ut. Under damernas höjdhopp delade Mirela Demireva och Airinė Palšytė på silvermedaljen då de hoppade samma höjd - ingen bronsmedalj delades ut under denna tävlingsgren. Under herrarnas höjdhopp delade Chris Baker och Eike Onnen på bronsmedaljen.
| Pl.    | Nation         | Guld | Silver | Brons | Totalt |
| ------ | -------------- | ---- | ------ | ----- | ------ |
| 1      | Polen          | 6    | 5      | 1     | 12     |
| 2      | Tyskland       | 5    | 4      | 7     | 16     |
| 3      | Storbritannien | 5    | 3      | 8     | 16     |
| 4      | Turkiet        | 4    | 5      | 3     | 12     |
| 5      | Nederländerna  | 4    | 1      | 2     | 7      |
| 6      | Spanien        | 3    | 4      | 1     | 8      |
| 7      | Portugal       | 3    | 1      | 2     | 6      |
| 8      | Frankrike      | 2    | 5      | 3     | 10     |
| 9      | Italien        | 2    | 2      | 3     | 7      |
| 10     | Belgien        | 2    | 1      | 0     | 3      |
| 11     | Schweiz        | 2    | 0      | 3     | 5      |
| 12     | Belarus        | 1    | 2      | 0     | 3      |
| 13     | Norge          | 1    | 0      | 2     | 3      |
| 14     | Kroatien       | 1    | 0      | 1     | 2      |
| 14     | Grekland       | 1    | 0      | 1     | 2      |
| 14     | Serbien        | 1    | 0      | 1     | 2      |
| 17     | Danmark        | 1    | 0      | 0     | 1      |
| 17     | Lettland       | 1    | 0      | 0     | 1      |
| 17     | Ukraina        | 1    | 0      | 0     | 1      |
| 20     | Tjeckien       | 0    | 4      | 0     | 4      |
| 21     | Bulgarien      | 0    | 3      | 0     | 3      |
| 22     | Sverige        | 0    | 2      | 2     | 4      |
| 23     | Ungern         | 0    | 2      | 0     | 2      |
| 24     | Albanien       | 0    | 1      | 0     | 1      |
| 24     | Israel         | 0    | 1      | 0     | 1      |
| 24     | Litauen        | 0    | 1      | 0     | 1      |
| 27     | Österrike      | 0    | 0      | 1     | 1      |
| 27     | Azerbajdzjan   | 0    | 0      | 1     | 1      |
| 27     | Estland        | 0    | 0      | 1     | 1      |
| 27     | Finland        | 0    | 0      | 1     | 1      |
| 27     | Irland         | 0    | 0      | 1     | 1      |
| 27     | Slovenien      | 0    | 0      | 1     | 1      |
| Totalt | Totalt         | 46   | 47     | 46    | 139    |

### Fotnoter
1. ↑  ”EK atletiek in 2016 in Amsterdam” (på nederländska). Nederlandse Omroep Stichting. 4 november 2011. http://nos.nl/artikel/310186-ek-atletiek-in-2016-in-amsterdam.html. Läst 4 augusti 2015.
2. ↑  ”Amsterdam 2016 - Programme” (på engelska). Amsterdam 2016. http://www.amsterdam2016.org/en/programme/. Läst 4 juli 2016.
3. ↑  ”Ryska friidrottare portas från OS”. Aftonbladet. 17 juni 2016. http://www.aftonbladet.se/sportbladet/friidrott/article23023549.ab. Läst 4 juli 2016.
4. ↑  ”100m Men - Final” (PDF). european-athletics.org. Arkiverad från originalet den 17 september 2016. https://web.archive.org/web/20160917143352/http://www.european-athletics.org/externalmodules/AT/pdf/ATM001101_C73A.pdf. Läst 9 juli 2016.
5. ↑  ”200m Men - Final” (PDF). european-athletics.org. Arkiverad från originalet den 3 augusti 2016. https://web.archive.org/web/20160803223454/http://www.european-athletics.org/externalmodules/AT/pdf/ATM002101_C73A.pdf. Läst 9 juli 2016.
6. ↑  ”400m Men - Final” (PDF). european-athletics.org. Arkiverad från originalet den 2 september 2018. https://web.archive.org/web/20180902083712/http://www.european-athletics.org/externalmodules/AT/pdf/ATM004101_C73A.pdf. Läst 9 juli 2016.
7. ↑  ”800m Men - Final” (PDF). european-athletics.org. Arkiverad från originalet den 5 mars 2017. https://web.archive.org/web/20170305204754/http://www.european-athletics.org/externalmodules/AT/pdf/ATM008101_C73G.pdf. Läst 11 juli 2016.
8. ↑  ”1500m Men - Final” (PDF). european-athletics.org. Arkiverad från originalet den 11 mars 2017. https://web.archive.org/web/20170311142522/http://www.european-athletics.org/externalmodules/AT/pdf/ATM015101_C73G.pdf. Läst 10 juli 2016.
9. ↑  ”5000m Men - Final” (PDF). european-athletics.org. Arkiverad från originalet den 4 augusti 2016. https://web.archive.org/web/20160804105011/http://www.european-athletics.org/externalmodules/AT/pdf/ATM050101_C73G.pdf. Läst 11 juli 2016.
10. ↑  ”10000m Men - Final” (PDF). european-athletics.org. Arkiverad från originalet den 12 september 2014. https://web.archive.org/web/20140912055732/http://www.european-athletics.org/externalmodules/AT/pdf/ATM100101_C73G.pdf. Läst 9 juli 2016.
11. ↑  ”Halfmarathon Men” (PDF). european-athletics.org. Arkiverad från originalet den 15 september 2016. https://web.archive.org/web/20160915191551/http://www.european-athletics.org/externalmodules/AT/pdf/ATM098101_C73K.pdf. Läst 11 juli 2016.
12. ↑  ”Halfmarathon Men Team” (PDF). european-athletics.org. Arkiverad från originalet den 1 augusti 2016. https://web.archive.org/web/20160801070303/http://www.european-athletics.org/externalmodules/AT/pdf/ATM498000_EAA_TR.pdf. Läst 11 juli 2016.
13. ↑  ”110m Hurdles Men - Final” (PDF). european-athletics.org. Arkiverad från originalet den 22 september 2016. https://web.archive.org/web/20160922163355/http://www.european-athletics.org/externalmodules/AT/pdf/ATM012101_C73A.pdf. Läst 10 juli 2016.
14. ↑  ”400m Hurdles Men - Final” (PDF). european-athletics.org. Arkiverad från originalet den 26 november 2016. https://web.archive.org/web/20161126171220/http://www.european-athletics.org/externalmodules/AT/pdf/ATM044101_C73A.pdf. Läst 9 juli 2016.
15. ↑  ”3000m Steeplechase Men - Final” (PDF). european-athletics.org. Arkiverad från originalet den 20 november 2016. https://web.archive.org/web/20161120081053/http://www.european-athletics.org/externalmodules/AT/pdf/ATM033101_C73G.pdf. Läst 9 juli 2016.
16. ↑  ”4x100m Relay Men - Final” (PDF). european-athletics.org. Arkiverad från originalet den 15 oktober 2014. https://web.archive.org/web/20141015033916/http://www.european-athletics.org/externalmodules/AT/pdf/ATM401101_C73E.pdf. Läst 11 juli 2016.
17. ↑  ”4x400m Relay Men - Final” (PDF). european-athletics.org. Arkiverad från originalet den 18 mars 2015. https://web.archive.org/web/20150318210508/http://www.european-athletics.org/externalmodules/AT/pdf/ATM404101_C73E.pdf. Läst 11 juli 2016.
18. ↑  ”High Jump Men - Final” (PDF). european-athletics.org. Arkiverad från originalet den 12 mars 2017. https://web.archive.org/web/20170312091127/http://www.european-athletics.org/externalmodules/AT/pdf/ATM071101_C73M.pdf. Läst 11 juli 2016.
19. ↑  ”Pole Vault Men - Final” (PDF). european-athletics.org. Arkiverad från originalet den 22 september 2018. https://web.archive.org/web/20180922180126/http://www.european-athletics.org/externalmodules/AT/pdf/ATM072101_C73M.pdf. Läst 9 juli 2016.
20. ↑  ”Long Jump Men - Final” (PDF). european-athletics.org. Arkiverad från originalet den 4 mars 2017. https://web.archive.org/web/20170304211113/http://www.european-athletics.org/externalmodules/AT/pdf/ATM061101_C73P.pdf. Läst 9 juli 2016.
21. ↑  ”Triple Jump Men - Final” (PDF). european-athletics.org. Arkiverad från originalet den 12 mars 2017. https://web.archive.org/web/20170312122147/http://www.european-athletics.org/externalmodules/AT/pdf/ATM062101_C73P.pdf. Läst 10 juli 2016.
22. ↑  ”Shot Put Men - Final” (PDF). european-athletics.org. Arkiverad från originalet den 13 november 2016. https://web.archive.org/web/20161113083422/http://www.european-athletics.org/externalmodules/AT/pdf/ATM051101_C73S.pdf. Läst 11 juli 2016.
23. ↑  ”Discus Throw Men - Final” (PDF). european-athletics.org. Arkiverad från originalet den 13 november 2016. https://web.archive.org/web/20161113112131/http://www.european-athletics.org/externalmodules/AT/pdf/ATM052101_C73S.pdf. Läst 10 juli 2016.
24. ↑  ”Javelin Throw Men - Final” (PDF). european-athletics.org. Arkiverad från originalet den 18 november 2016. https://web.archive.org/web/20161118175159/http://www.european-athletics.org/externalmodules/AT/pdf/ATM053101_C73S.pdf. Läst 9 juli 2016.
25. ↑  ”Hammer Throw Men - Final” (PDF). european-athletics.org. Arkiverad från originalet den 13 november 2016. https://web.archive.org/web/20161113125008/http://www.european-athletics.org/externalmodules/AT/pdf/ATM054101_C73S.pdf. Läst 11 juli 2016.
26. ↑  ”Decathlon Men”. european-athletics.org. Arkiverad från originalet den 17 oktober 2016. https://web.archive.org/web/20161017212921/http://www.european-athletics.org/competitions/european-athletics-championships/2016/athletics/event/mens-decathlon/phase%3Datm900j00/index.html. Läst 9 juli 2016.
27. ↑  ”100m Women - Final” (PDF). european-athletics.org. Arkiverad från originalet den 18 september 2016. https://web.archive.org/web/20160918182522/http://www.european-athletics.org/externalmodules/AT/pdf/ATW001101_C73A.pdf. Läst 9 juli 2016.
28. ↑  ”200m Women - Final” (PDF). european-athletics.org. Arkiverad från originalet den 3 december 2016. https://web.archive.org/web/20161203155126/http://www.european-athletics.org/externalmodules/AT/pdf/ATW002101_C73A.pdf. Läst 9 juli 2016.
29. ↑  ”400m Women - Final” (PDF). european-athletics.org. Arkiverad från originalet den 4 mars 2017. https://web.archive.org/web/20170304214510/http://www.european-athletics.org/externalmodules/AT/pdf/ATW004101_C73A.pdf. Läst 9 juli 2016.
30. ↑  ”800m Women - Final” (PDF). european-athletics.org. Arkiverad från originalet den 19 augusti 2016. https://web.archive.org/web/20160819153116/http://www.european-athletics.org/externalmodules/AT/pdf/ATW008101_C73G.pdf. Läst 10 juli 2016.
31. ↑  ”1500m Women - Final” (PDF). european-athletics.org. Arkiverad från originalet den 17 mars 2017. https://web.archive.org/web/20170317162530/http://www.european-athletics.org/externalmodules/AT/pdf/ATW015101_C73G.pdf. Läst 11 juli 2016.
32. ↑  ”5000m Women - Final” (PDF). european-athletics.org. Arkiverad från originalet den 22 september 2016. https://web.archive.org/web/20160922163407/http://www.european-athletics.org/externalmodules/AT/pdf/ATW050101_C73G.pdf. Läst 10 juli 2016.
33. ↑  ”10000m Women - Final” (PDF). european-athletics.org. Arkiverad från originalet den 20 oktober 2016. https://web.archive.org/web/20161020141137/http://www.european-athletics.org/externalmodules/AT/pdf/ATW100101_C73G.pdf. Läst 9 juli 2016.
34. ↑  ”Halfmarathon Women” (PDF). european-athletics.org. Arkiverad från originalet den 16 september 2016. https://web.archive.org/web/20160916030337/http://www.european-athletics.org/externalmodules/AT/pdf/ATW098101_C73K.pdf. Läst 11 juli 2016.
35. ↑  ”Halfmarathon Women Team” (PDF). european-athletics.org. Arkiverad från originalet den 17 oktober 2016. https://web.archive.org/web/20161017020533/http://www.european-athletics.org/competitions/european-athletics-championships/2016/athletics/event/womens-half-marathon/phase%3Datw098100/doc%3Dteam.html. Läst 11 juli 2016.
36. ↑  ”100m Hurdles Women - Final” (PDF). european-athletics.org. Arkiverad från originalet den 6 oktober 2014. https://web.archive.org/web/20141006143657/http://www.european-athletics.org/externalmodules/AT/pdf/ATW011101_C73A.pdf. Läst 9 juli 2016.
37. ↑  ”400m Hurdles Women - Final” (PDF). european-athletics.org. Arkiverad från originalet den 4 december 2016. https://web.archive.org/web/20161204112728/http://www.european-athletics.org/externalmodules/AT/pdf/ATW044101_C73A.pdf. Läst 11 juli 2016.
38. ↑  ”3000m Steeplechase Women - Final” (PDF). european-athletics.org. Arkiverad från originalet den 4 december 2016. https://web.archive.org/web/20161204154005/http://www.european-athletics.org/externalmodules/AT/pdf/ATW033101_C73G.pdf. Läst 11 juli 2016.
39. ↑  ”4x100m Relay Women - Final” (PDF). european-athletics.org. Arkiverad från originalet den 3 augusti 2016. https://web.archive.org/web/20160803223702/http://www.european-athletics.org/externalmodules/AT/pdf/ATW401101_C73E.pdf. Läst 11 juli 2016.
40. ↑  ”4x400m Relay Women - Final” (PDF). european-athletics.org. Arkiverad från originalet den 17 mars 2017. https://web.archive.org/web/20170317185451/http://www.european-athletics.org/externalmodules/AT/pdf/ATW404101_C73E.pdf. Läst 11 juli 2016.
41. ↑  ”High Jump Women - Final” (PDF). european-athletics.org. Arkiverad från originalet den 18 mars 2017. https://web.archive.org/web/20170318073006/http://www.european-athletics.org/externalmodules/AT/pdf/ATW071101_C73M.pdf. Läst 9 juli 2016.
42. ↑  ”Pole Vault Women - Final” (PDF). european-athletics.org. Arkiverad från originalet den 20 mars 2017. https://web.archive.org/web/20170320122654/http://www.european-athletics.org/externalmodules/AT/pdf/ATW072101_C73M.pdf. Läst 10 juli 2016.
43. ↑  ”Long Jump Women - Final” (PDF). european-athletics.org. Arkiverad från originalet den 5 mars 2017. https://web.archive.org/web/20170305203134/http://www.european-athletics.org/externalmodules/AT/pdf/ATW061101_C73P.pdf. Läst 9 juli 2016.
44. ↑  ”Triple Jump Women - Final” (PDF). european-athletics.org. Arkiverad från originalet den 18 mars 2017. https://web.archive.org/web/20170318100246/http://www.european-athletics.org/externalmodules/AT/pdf/ATW062101_C73P.pdf. Läst 11 juli 2016.
45. ↑  ”Shot Put Women - Final” (PDF). european-athletics.org. Arkiverad från originalet den 3 mars 2017. https://web.archive.org/web/20170303224558/http://www.european-athletics.org/externalmodules/AT/pdf/ATW051101_C73S.pdf. Läst 9 juli 2016.
46. ↑  ”Discus Throw Women - Final” (PDF). european-athletics.org. Arkiverad från originalet den 25 augusti 2016. https://web.archive.org/web/20160825141524/http://www.european-athletics.org/externalmodules/AT/pdf/ATW052101_C73S.pdf. Läst 9 juli 2016.
47. ↑  ”Javelin Throw Women - Final” (PDF). european-athletics.org. Arkiverad från originalet den 24 september 2015. https://web.archive.org/web/20150924124219/http://www.european-athletics.org/externalmodules/AT/pdf/ATW053101_C73S.pdf. Läst 10 juli 2016.
48. ↑  ”Hammer Throw Women - Final” (PDF). european-athletics.org. Arkiverad från originalet den 13 oktober 2014. https://web.archive.org/web/20141013210927/http://www.european-athletics.org/externalmodules/AT/pdf/ATW054101_C73S.pdf. Läst 9 juli 2016.
49. ↑  ”Heptathlon Women” (PDF). european-athletics.org. Arkiverad från originalet den 19 september 2016. https://web.archive.org/web/20160919221910/http://www.european-athletics.org/externalmodules/AT/pdf/ATW700000_C73U.pdf. Läst 11 juli 2016.
50. 1 2 3  ”Medals”. http://www.european-athletics.org/competitions/european-athletics-championships/2016/medals/. Läst 11 juli 2016.